# Bà Rồng

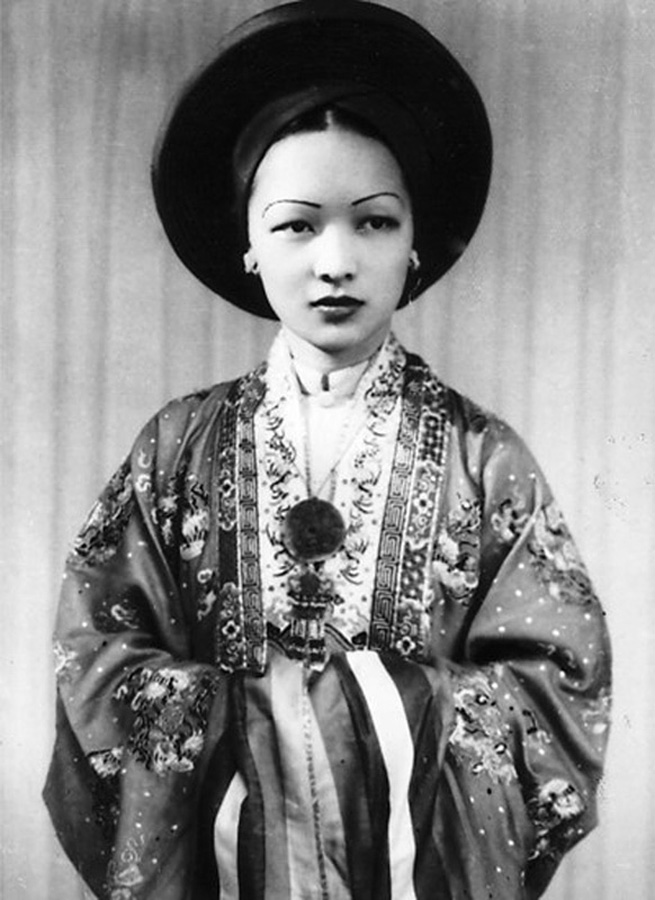
Bà Trần Lệ Xuân (Madame Nhu) biệt hiệu là Bà Rồng trong tác phẩm Madam Nhu Trần Lệ Xuân – Quyền lực Bà Rồng

Bà Rồng (Dragon Lady) là thuật ngữ trong văn hóa truyền thông phương Tây chỉ về hình tượng của một số phụ nữ Đông Á được xây dựng hình mẫu của một quý bà có nội tâm mạnh mẽ, độc đoán, bí ẩn, kiêu sa, quyến rũ, quý phái và âm hiểm Hình mẫu quan niệm bà Rồng trong truyền thông phương Tây lấy cảm hứng từ các nhân vật do nữ diễn viên Anna May Wong thủ vai, thuật ngữ này xuất phát từ nữ nhân vật phản diện Dragon Lady trong loạt truyện tranh Terry và những tay cướp biển, kể từ đó, tên gọi này đã được áp dụng cho những phụ nữ quyền lực từ một số vùng miền nhất định của Châu Á, cũng như một số nữ diễn viên điện ảnh Châu Á và người Mỹ gốc Á. Khuôn mẫu đã tạo ra một lượng lớn tài liệu xã hội học. Bà Rồng (Dragon Lady) là một trong hai khuôn mẫu chính dùng để mô tả phụ nữ, khuôn mẫu còn lại là Liên hoa (Hoa sen/ Lotus Blossoms) có xu hướng trái ngược với khuôn mẫu bà Rồng (Dragon Lady), có tính cách gợi dục và phục tùng. Thuật ngữ bà Rồng cũng được dùng để chỉ bất kỳ người phụ nữ mạnh mẽ nhưng gai góc nào, thường theo nghĩa xúc phạm.
Kể từ những năm 1930, khi thuật ngữ Bà Rồng được sử dụng ổn định, thuật ngữ này đã được áp dụng vô số lần cho những phụ nữ quyền lực ở Đông Á, Đông Nam và Nam Á, chẳng hạn như Tống Mỹ Linh, còn được gọi là Bà Tưởng (vợ của Tưởng Giới Thạch) hay bà Trần Lệ Xuân (Madame Nhu) của Việt Nam, Devika Rani của Ấn Độ, và bất kỳ nữ diễn viên điện ảnh châu Á hoặc người Mỹ gốc Á nào. Ở Hoa Kỳ, bà Tống Mỹ Linh đã thu hút một đám đông 30.000 khán thính giả và bà được lên trang bìa của tạp chí TIME, đầu tiên với chồng mình với danh hiệu là "Vợ chồng trong năm" và lần thứ hai là với danh hiệu Dragon Lady. Khuôn mẫu đó cũng như trường hợp của các bức tranh biếm họa về chủng tộc khác - đã tạo ra một lượng lớn tài liệu xã hội học. Ngày nay, "Dragon Lady" thường được dùng theo cách ngược thời gian để chỉ những người sống trước khi thuật ngữ này trở thành một phần của tiếng lóng của Mỹ vào những năm 1930. Ví dụ, người ta tìm thấy thuật ngữ này trong các tác phẩm gần đây về "Bà Rồng" Từ Hi Thái hậu người còn sống vào đầu thế kỷ XX. Việc sử dụng thuật ngữ "Dragon Lady" theo cách lỗi thời ngày nay trong những trường hợp như vậy có thể khiến người đọc hiện đại cho rằng thuật ngữ này đã được sử dụng sớm hơn so với thực tế. Anna May Wong là nữ diễn viên đương đại đảm nhận vai Long Nữ trong Điện ảnh Mỹ trong bộ phim Con gái của rồng (Daughter of the Dragon), công chiếu năm 1931.